# Ljubomirka Ljupka Kovačević
Ljubomirka Ljupka Kovačević (Podgorica, 1951), psihološkinja, mirovna aktivistkinja, osnivačica ANIMA udruženje za kulturu mira i nenasilja (1996), koje preimenovano  2005. godine u ANIMA - Centar za žensko i mirovno obrzovanje u Kotoru, Crna Gora. Inicira alternativni Program ženskih studija, feministički časopis ŽINEC Centra za žensko i mirovno obrazovanje. Osim toga, bila je članica Organizacionog odbora Ženskog suda-feministički pristup pravdi za bivšu Jugoslaviju) i koordinirala aktivnosti u Crnoj Gori. [1]Javno se oglašavala  kolumnama u dnevnim novinama, najčešće u dnevnim novinama Vijesti, Crna Gora.  
Svoje formalno obrazovanje Ljubomirka Ljupka Kovačević je tokom, i nakon ratova u bivšoj Jugoslaviji koristila za direktnu podršku žrtvama rata, i promišljanju i kreiranju mirovne, feminističke ženske politike.

## Biografija
Ljupka Kovačević je rođena u Podgorici 1951. godine gde započinje osnovno obrazovanje. Ubrzo se njena porodica seli za Kotor, te u Kotoru završava osnovnu školu, a potom i kotorsku Gimnaziju.
Studije psihologije završila na Filozofskom fakultetu u Beogradu 1976. godine, postdiplomske iz psihoterapije na Medicinskom fakultetu u Zagrebu (1990). Nakon diplomiranja zaposlila se u Psihijatrijskoj bolnici Dobrota u Kotoru, i napustila je instituciju 1999. godine.

## Društveno-politički rad
U svojim gimnazijskim danima, Ljupka Kovačević postaje članica Saveza komunista Jugoslavije (SKJ) i time započinje njen društveno-politički rad, koji je nastavila i nakon raspada SKJ i Socijalističke federativne republike Jugoslavije.
Savez komunista je napustila neposredno pred ratove u bivšoj Jugoslaviji, zbog neslaganja sa tadašnjom politikom SK, koja je sve više naginjala nacionalizmu i militarizmu.

## Mirovni aktivizam
Od 1991. godine organizuje akcije za mir i formira grupu Krug koja je okrenuta psiho-socijalnoj podršci i kulturi mira i nenasilja. Sa koleginicama iz Kruga otvorila je telefonsku liniju za razgovore sa psihološkinjama za psihološke intervencije, kao reakciju na rat koji sa sobom nužno nosi traume.
Ljupka Kovačević je na glavnom kotorskom trgu, 02. februara 1991. godine, kao jedna od organizatorska mirovnog protesta, poručila okupljenima da je vreme za mir: „Razum i mir među ljude! Zaključak koji moramo izvući je: ne ubijajmo jedni druge!", insisitirajući da su svi ljudi braća i sestre. 
Nakon okončanja rata 1991-1995. godine i nakon Dejtonskog sporazuma, Ljupka Kovačević se uključuje u psihosocijalne programe međunarodnih organizacija, uči i pruža psihološku podršku žrtvama torture iz ratnih logora Bosne i Hercegovine (BiH) , izbjeglicama i raseljenim licima iz BiH i Kosova u Crnoj Gori.
Tokom 1996. godine Ljupka Kovačević sa još tri koleginice psihološkinje - Žanetom Žankom Sironjić , Maruškom Cicom Drašković i Julijanom Cicović Maslovar, osniva udruženje ANIMA Cenatr za žensko i mirovno obrazovanje u Kotoru. Uskoro je oformljen i informativno-dokumentacioni centar INDOK, a Program ženskih studija, kao i časopis ŽINEC oformljeni su 2002. godine.
Ljupka Kovačević je i jedna od realizatorki Ženskog suda za bivšu Jugoslaviju prvog takvog suda koji je održan na tlu Evrope u maju 2014. godine.
Smatrala je da je za žensko organizovanje važno zadržati „ političnost feminizma“, kao i da se ta političnost održava insistiranjem i na klasnom pitanju, socio-ekonomskom položaju žena.
„…ženska politika otpora daje rezultate makar to bilo samo i kroz promijenjen stav u odnosu na svoju poziciju u porodici i promijenjen stav u odnosu na autoritet i moć političke elite“

## Publikacije
- Glas sa pločnika: borba majki sa troje i više djece protiv ukidanja ostvarenog prava, Beograd: Žene u crnom, (2018), ISBN - 978-86-85451-73-7
- Stanje ženskih ljudskih prava u Crnoj Gori : kako to vide žene i muškarci? - Kotor : ANIMA - Centar za žensko i mirovno obrazovanje, 2009 (Herceg Novi : Biro konto), ISBN 978-86-907869-3-0
- Žene, odgovornost, solidarnost : i mi imamo što da kažemo! = Women, Responsibility, Solidarity = We Have Something to Say, too!,Kotor : ANIMA - Centar za žensko i mirovno obrazovanje, 2009 (Igalo : Biro konto), ISBN 978-86-907869-5-4
- Rod, građanstvo, ravnopravnost - Kotor : ANIMA - Centar za žensko i mirovno obrazovanje, 2009 (Herceg Novi : Biro konto), ISBN 978-86-907869-4-7
- Kratak vodič kroz seksualno.reproduktivno zdravlje mladih
- Kontra(per)cepcija; uredile Ljupka Kovačević i Ervina Dabižinović, prevod Leonida Plamenac/ Kotor ANIMA – Centar za žensko i mirovno obrazovanje , 2013 (Basium studio , Podgorica), ISBN 978-86- 907869-9-2